# Clyde Austin
Clyde E. Austin sr., detto The Glide (Raleigh, 1º novembre 1957), è un ex cestista statunitense.

## Carriera
Venne selezionato al secondo giro del Draft NBA 1980 dai Philadelphia 76ers. Tuttavia non militò mai in NBA, ma proseguì la carriera giocando dal 1981 al 1990 negli Harlem Globetrotters.

## Dopo il ritiro
Nel giugno 2003 è stato arrestato con l'accusa di frode postale e via telegramma, nonché di riciclaggio di denaro tramite lo Schema Ponzi, attraverso società da lui fondate nel Nevada, per un ammontare superiore a 10 milioni di dollari. Un anno dopo è stato condannato alla pena di 17 anni e mezzo di reclusione. È stato rilasciato nel maggio 2011.